# Prosopocera viridifossulata
Prosopocera viridifossulata là một loài bọ cánh cứng trong họ Cerambycidae.